# Sunčeva svjetlost
Sunčeva svjetlost, Sunčeve zrake, Sunčevo zračenje ili solarno zračenje je cjelokupni spektar elektromagnetskog zračenja koje nam dolazi sa Sunca. Na Zemlji, Sunčeva svjetlost se prigušuje i filtrira kroz Zemljinu atmosferu. Ona je najveća na gornjoj granici atmosfere, a kako se približava tlu slabi, zbog upijanja i raspršenja na molekulama plinova i primjesa u atmosferi. Sunčevoj svjetlosti treba 8,3 minute da stigne sa Sunca na Zemlju. 
Kada direktno Sunčevo zračenje nije prikriveno s oblacima, mi doživljavamo sunčanje, što je mješavina blještavog svjetla i toplinskog zračenja. Kada je Sunce prekriveno s oblacima, onda doživljavamo raspršeno Sunčevo zračenje ili difuzno Sunčevo zračenje.
Svjetska meteorološka organizacija definira sijanje Sunca kao razdoblje u kojem je intenzitet Sunčevog zračenja veći od 120 W/m2. Trajanje sijanja Sunca ili osunčavanje se mjeri u satima.
Sunčevo zračenje se može snimati Campbell-Stokesovim heliografom, piranometrom i pirheliometrom.
Sunčevo zračenje ima luminozitetnu efikasnost svjetlosnog toka od 93 lumen/vat, koje uključuje infracrvenu, vidljivu i ultraljubičastu svjetlost (vidi: Stupanj iskorištenja raznih izvora svjetlosti). Blještava Sunčeva svjetlost omogućuje osvjetljenje od 100 000 luksa ili lumen/m2, na Zemljinoj površini. 
Sunčeva svjetlost ima odlučujuću ulogu za fotosintezu, koja je ključna za život na Zemlji.

## Proračun
Da bi izračunali Sunčevo zračenje koje stigne do tla, treba uzeti u obzir i eliptičnu putanju Zemlje i prigušenje Zemljine atmosfere. Izvanzemaljsko Sunčevo osvjetljenje (Eext), ispravljeno s eliptičnom putanjom, koristeći dan u godini (dn), dat je izrazom:
{\displaystyle E_{\rm {ext}}=E_{\rm {sc}}\cdot (1+0.033412\cdot \cos \left(2\pi {\frac {{\rm {dn}}-3}{365}}\right)),}
gdje je: dn = 1 za 1.siječanj; dn = 2 za 2.siječanj; dn = 32 za 1.veljače itd. U ovom izrazu uzeto je dn – 3, jer je u zadnje vrijeme Zemljin periapsis, točka na putanji Zemlje kada je najbliža Suncu, 3.siječnja. Vrijednost 0,033412 se određuje poznavajući odnos periapsisa (0,98328989 AU) i apoapsisa (1,01671033 AU).
Konstanta Sunčevog osvjetljenja (Esc), jednaka je 128 000 luksa. Direktno Sunčevo osvjetljenje treba ispraviti s djelovanjem prigušenja atmosfere: 
{\displaystyle E_{\rm {dn}}=E_{\rm {ext}}\,e^{-cm},}
gdje je: c – koeficijent atmosferskog slabljenja i m – relativni put Sunčevog svjetla kroz atmosferu, sa Sunca.

## Sunčeva konstanta
Sunčeva konstanta je mjera gustoće svjetlosnog toka, dolazećeg Sunčevog elektromagnetskog zračenja, po jedinici površine, okomito na ulazne zrake, na udaljenosti od Sunca do Zemlje (1 astronomska jedinica). Sunčeva konstanta uključuje sve vrste elektromagnetskog zračenja, ne samo vidljivu svjetlost. Prosječna vrijednost je 1,366 kW/m2, i neznatno se mijenja sa Sunčevim ciklusima.

## Sunčevo zračenje u Sunčevom sustavu
Različita nebeska tijela u Sunčevom sustavu primaju Sunčevo zračenje obrnuto proporcionalno s kvadratom udaljenosti od Sunca. Sljedeća tablica daje usporedbu različitog primljenog Sunčevog zračenja na planetima:
| Planet  | Periapsis - apoapsis udaljenost (AU) | Sunčevo zračenje maksimum i minimum (W/m2) |
| ------- | ------------------------------------ | ------------------------------------------ |
| Merkur  | 0,3075 – 0,4667                      | 14 446 – 6 272                             |
| Venera  | 0,7184 – 0,7282                      | 2 647 – 2 576                              |
| Zemlja  | 0,9833 – 1,017                       | 1 413 – 1 321                              |
| Mars    | 1,382 – 1,666                        | 715 – 492                                  |
| Jupiter | 4,950 – 5,458                        | 55,8 – 45,9                                |
| Saturn  | 9,048 – 10,12                        | 16,7 – 13,4                                |
| Uran    | 18,38 – 20,08                        | 4,04 – 3,39                                |
| Neptun  | 29,77 – 30,44                        | 1,54 – 1,47                                |

Stvarni sjaj Sunčeve svjetlosti na površini planeta ovisi i o svojstvima i sastavu atmosfere. Na primjer, gusta atmosfera na Veneri reflektira više od 60% Sunčeve svjetlosti. Stvarno osvjetljenje na površini Venere je oko 14 000 luksa, što je ako usporedimo sa Zemljom, “dan zamračen s gustim oblacima”. 

## Sastav
Spektar Sunčevog zračenja je gotovo jednak toplinskom zračenju idealnog crnog tijela s temperaturom 5778 K (5505 ºC). Sunce emitira elektromagnetsko zračenje gotovo duž cijelog spektra. Iako se na Suncu stvaraju i gama-čestice, kao rezultat nuklearne fuzije, ti visokoenergetski fotoni, prije nego stignu Sunčevu površinu ili fotosferu, pretvaraju se u fotone niže energije, tako da na kraju Sunce ne emitira gama-čestice. Sunce emitira rendgenske, ultraljubičaste, vidljive, infracrvene zrake, pa čak i radio valove. Dio ultraljubičastog zračenje koje nije zaustavila atmosfera, izaziva crvenilo na ljudskoj koži i pigmentaciju kože.
Spektar elektromagnetskog zračenja, koje dolazi do Zemljine atmosfere, nalazi se u rasponu od 100 nm do oko 1 mm valne duljine. Može se podijeliti u 5 područja:
- Ultraljubičasto C ili UVC zračenje, u rasponu od 100 do 280 nm. Ultraljubičasto zračenje ima valne duljine manje od vidljive svjetlosti i zato je nevidljivo za ljudsko oko. Zahvaljujuci Zemljinoj atmosferi, gotovo neznatna količina stigne na tlo (litosfera). UVC zračenje uništava najveći broj mikroorganizama, jer uništava deoksiribonukleinsku kiselinu (DNK), koja ima vršnu vrijednost (Wienov zakon pomaka) na 260 nm.
- Ultraljubičasto B ili UVB zračenje, u rasponu od 280 do 315 nm. Veći dio tog zračenja upija Zemljina atmosfera, i zajedno s UVC zračenjem, omogućuje fotokemijsku reakciju, koja stvara ozonski omotač.
- Ultraljubičasto A ili UVA zračenje, u rasponu od 315 do 400 nm. Ono stvara spontanu i neposrednu pigmentaciju kože povećanom proizvodnjom melanina.
- Vidljiva svjetlost, u rasponu od 380 nm do 780 nm.
- Infracrveno zračenje, u rasponu od 700 nm do 1 mm. To je važan dio zračenja, koje doprinosi zagrijavanju Zemlje (oko 49 %). Može se podijeliti na:

- IC – A: 700 nm–1400 nm
- IC – B: 1400 nm–3000 nm
- IC – C: 3000 nm–1 mm